# Língua tajique
O tajique ou tadjique (no alfabeto cirílico: тоҷикӣ; no alfabeto árabe: تاجیکی; no alfabeto latino: tojikí; AFI: [tɔːdʒɪˈkiː]) é uma variedade moderna do persa falada na Ásia Central, principalmente no Tajiquistão, país onde é língua oficial. O tajique, idioma indo-europeu da família linguística iraniana, também tem grande número de falantes no Afeganistão, no Uzbequistão, no Cazaquistão e na Quirguízia.
O tajique é considerado uma variante do persa falado no Afeganistão e no Irã, como resultado das fronteiras políticas, do isolamento geográfico, dos processos de padronização e da influência de idiomas como o russo e as línguas turcomanas dos países vizinhos. O idioma padrão é baseado nos dialetos do noroeste do Tajiquistão, na região da antiga cidade de Samarcanda, que foram consideravelmente influenciados pelo uzbeque, idioma vizinho. O tajique mantém diversos elementos arcaicos em seu vocabulário, pronúncia e gramática, que se perderam no resto do mundo persófono, em parte devido ao seu relativo isolamento nas montanhas da Ásia Central.

## Distribuição geográfica
As mais importantes cidades onde era falado o tajique/persa na Ásia Central, Samarcanda e Bucara, localizam-se no atual Uzbequistão, país em que os tajiques formam a maior parte da população das cidades mais antigas, como estas, e da província de Surxondaryo, no sul, ao longo da fronteira com o Tajiquistão. As estatísticas oficiais estatais uzbeques declaram que a comunidade tajique forma 5% do total da população do país. Estes números, no entanto, não incluem indivíduos de origem (étnica) tajique que, por diversos motivos, declaram-se como uzbeques. Durante a uzbequização ocorrida no período soviético, supervisionada por Sharof Rashidov, chefe do Partido Comunista do Uzbequistão, os tajiques tiveram de escolher entre permanecer no Uzbequistão e registrar-se como uzbeques em seus passaportes, ou trocar sua terra natal pelo Tajiquistão, país vizinho, montanhoso e com agricultura menos desenvolvida. Estatísticas independentes estimam que os tajiques possam formar até 45% da população do Uzbequistão.
Os tajiques também compõem aproximadamente mais de 80% da população do Tajiquistão, e esta língua persa é dominante em quase todas as regiões do país. Alguns tajiques são bilíngües, especialmente no Badaquistão, no sudeste do país, onde as línguas pamiri são as línguas maternas da maior parte dos residentes.
Os tajiques também são o grupo dominante no norte do Afeganistão, e formam grupos majoritários em bolsões isolados em outros pontos do país, particularmente em áreas urbanas como Cabul, Mazar, Kunduz, Ghazni e Herat; chegam a somar de 25 a 30% da população do país. No Afeganistão, os dialetos falados pelos tajiques são escritos com o alfabeto perso-árabe, e são conhecidos como dari, juntamente com os dialetos persas de outros grupos afegães como os hazaras e os aimaq. Cerca de 50% dos cidadãos afegãos são falantes nativos do dari.
Uma grande diáspora de falantes do tajique ocorreu devido à instabilidade geral que assola a região da Ásia Central nas últimas décadas, com um grande número de tajiques que se deslocou para países como o Cazaquistão e a Rússia.

### Dialetos
Os dialetos do tajique podem ser classificados nos seguintes grupos:
1. Dialetos do norte (Tajiquistão do norte, sul do Uzbequistão e do Quirguistão).
2. Dialetos centrais (dialetos de Mastjoh, Aini, Hissor e de partes de Varzob).
3. Dialetos do sul (dialetos de Qarotegin, Kulob e do Badaquistão)
4. Dialetos do sudeste (dialetos de Panj e Darvoz).

Os dialetos utilizados pelos judeus bucarianos da Ásia Central são conhecidos como bukhori, e pertencem ao grupo dos dialetos do norte. Podem ser distinguidos pela inclusão de diversos termos hebraicos, principalmente no vocabulário religioso, e utilizam, historicamente, o alfabeto hebraico. Apesar destas diferenças, o bukhori é inteligível, oralmente, a todos os falantes do tajique, em especial aos que utilizam os dialetos do norte.

## Fonologia

### Vogais
A tabela abaixo ilustra as vogais no tajique padrão (literário). Os dialetos locais freqüentemente têm mais do que as seis mostradas a seguir.
| Vogais do tajique | Vogais do tajique | Vogais do tajique | Vogais do tajique |
|                   | anterior          | central           | posterior         |
| ----------------- | ----------------- | ----------------- | ----------------- |
| fechada           | i                 |                   | u                 |
| média             | e                 | u̇                 | o1                |
| aberta            | a                 |                   | o1                |

1. A vogal aberta posterior foi descrita tanto como um [o] (na realidade uma média-posterior),[8][9], como um [ɒ][10] e [ɔː][11]

### Consoantes
|             | bilabial/labiodental | dental/ alveolar | pós- alveolar | palatal | velar       | uvular      | glotal |
| ----------- | -------------------- | ---------------- | ------------- | ------- | ----------- | ----------- | ------ |
| nasal       | м /m/                | н /n/            |               |         |             |             |        |
| plosiva     | п б /p/ /b/          | т д /t/ /d/      |               |         | к г /k/ /g/ | қ /q/       | ъ /ʔ/  |
| fricativa   | ф в /f/ /v/          | с з /s/ /z/      | ш ж /ʃ/ /ʒ/   |         |             | х ғ /χ/ /ʁ/ | ҳ /h/  |
| africada    |                      |                  | ч ҷ /tʃ/ /dʒ/ |         |             |             |        |
| vibrante    |                      | р /r/            |               |         |             |             |        |
| aproximante |                      | л /l/            |               | й /j/   |             |             |        |

### Acento tônico
O acento tônico geralmente cai na última sílaba. Diversas palavras, no entanto, fogem a esta regra; alguns exemplos são бале (bale, "sim") e зеро (zero, "porque"). O acento também não cai em enclíticos, nem nos marcadores do objeto direto.

## Gramática
A ordem das palavras do tajique é Sujeito-Objeto-Verbo.

### Substantivos
Os substantivos não recebem qualquer marcador de gênero gramatical, embora receba alterações de acordo com o número.
O gênero costuma ser distinguido por alguma mudança de palavra, como мурғ (murgh, "galinha") e хурус (khurus, "galo"). Os modificadores 'нар' (nar), indicando o gênero masculino, e 'мода' (moda), indicando feminino, podem ser prefixados ou sufixados ao substantivo, como em хари нар (xari nar, "asno") e хари мода (xari moda, "asna").
O tajique possui dois números, o singular e o plural. O plural é indicado através dos sufixos -ҳо ou -он, embora empréstimos de origem árabe possam utilizar-se de formas típicas daquele idioma. Não existe artigo definido, porém o indefinido existe nas formas do número um (1), 'як' (yak), ou '-е' (-e), o primeiro posicionado antes do substantivo, e o segundo na forma de um sufixo - embora o objeto direto seja marcado pelo sufixo '-ро' (-ro), como em Рустамро задам (Rustamro zadam, 'bati em Rustam').

### Preposições
| Tajique | Português        |
| ------- | ---------------- |
| аз      | de, através, por |
| бо      | com              |
| бар     | sobre            |
| ба      | para             |
| бе      | sem              |
| дар     | em               |
| чун     | como             |
| то      | até              |